# Приказ Великої скарбниці
Приказ Великої скарбниці (рос. Приказ Большой казны) - фінансовий орган Московського царства.
Неволін відносить установу його на час Іоанна III, хоча достовірно відомо його існування тільки в царювання Іоанна IV.
Знав його той же боярин, що й Стрілецький наказ, з ним були в товаришах думний дворянин і 2-3 дяки.
Завідував державними доходами з тих міст і сіл, які були підпорядковані іншим наказам; у його віданні були вітальня та суконна сотні та взагалі торгові люди, а також майстри срібної справи.
Доходи сягали 300 тисяч рублів.
Йому був підпорядкований грошовий двір, на якому карбувалися гроші та медалі (на монетах ставилися літери «Б. к.»). У записниках грошовий двір згадується з 1665, спостерігав його особливий приказ з дворянина та дяка.
У завідуванні приказу Великої скарбниці складався ще тульський залізний завод, на якому виготовлялися різні залізні вироби, рушниці, ядра, гармати.
Гірська справа також полягала у віданні цього наказу.
З 1680 до приказу Великої скарбниці перейшло завідування митницями, помірною та митною ізбою, грошовими доходами з шинків, кружечних дворів, кінських майданчиків, торгових бань тощо — словом, більшість тих доходів, які раніше надходили до Приказу Великого приходу, новгородський, володимирський, нову та галицьку четі.
24 серпня 1700 за указом Петра I справи золотих, срібних та інших руд були виділені в Приказ рудокопних справ, який проіснував до створення Берг-колегії.
У 1711 в цей же приказ передано завідування скарбницею Казенного приказу.
Проіснував до 1718, коли замінений Штатс-контор-колегією.